# Туризм в ДР Конго
Туризм в Демократической Республике Конго — один из секторов экономики ДР Конго.
В ДР Конго у туристов есть множество уникальных возможностей увидеть дикую природу, культуру коренных народов и достопримечательности, которые редко встречаются в других частях света и в Африке. Можно совершить поход, в котором увидеть горилл в дикой природе, встретить пигмеев и познакомиться с их традиционным образом жизни в лесу, повстречать бонобо и окапи — два редких вида, которые нельзя найти в других местах на Земле, и подняться на вершину вулкана.
В период военных действий в восточной части страны количество туристов снижалось, но после установления мира в регионе количество туристов из-за рубежа продолжает увеличиваться.